# Rosendo Radilla Pacheco
Rosendo Radilla Pacheco (20 de marzo de 1914, Las Clavellinas, Guerrero, México – Desaparición forzada: 25 de agosto de 1974, paraje entre Alcholoa y Cacalutla, Estado de Guerrero, México) es un campesino, comerciante de ganado, partícipe social y compositor de corridos mexicano. Radilla es uno de los fundadores de la Liga Agraria del Sur Emiliano Zapata.

## Biografía
Participó en actividades de la vida política y en obras sociales en Atoyac de Álvarez, Guerrero, particularmente en la organización de caficultores y campesinos Unidad Agraria de la Sierra Cafetalera de Atoyac de Álvarez. También, fue presidente del Consejo Municipal de Atoyac de Álvarez entre 1955 y 1956. En este año, también fue presidente municipal de Atoyac. Radilla se desarrolló como secretario general del Comité Regional Campesino de 1956 a 1960 y, en 1961 fungió como presidente de la sociedad de padres de familia del Patronato Pro Escuela Federal Modesto Alarcón en 1961. Radilla es uno de los fundadores de la Liga Agraria del Sur Emiliano Zapata en 1965. Cultivador de café y coco, comerciante de ganado. Compositor de corridos sobre sucesos y luchas sociales en el Estado de Guerrero. En 1974, durante la Guerra Sucia, desapareció a manos del ejército mexicano porque su activismo en su comunidad y por ser compositor de corridos
Radilla también participó en el presídium del acto inaugural del Congreso Campesino Extraordinario de la Liga Revolucionaria del Sur Emiliano Zapata y de la CCI, fue miembro de la Convocatoria del Comité Cívico Guerrerense. Mantuvo una estrecha relación con Lucio Cabañas cuando en Guerrero ocurría el levantamiento guerrillero y consecuente enfrentamiento con el ejército, Radilla mandó a sus hijos menores a Chilpancingo para darles protección, ya que en Atoyac de Álvarez, estaba infestado de militares.

## Detención y desaparición
El 25 de agosto de 1974, salió de su casa junto a su hijo Rosendo Radilla Martínez de 11 años, de regreso a Chilpancingo unos militares detuvieron a Rosendo Radilla Pacheco en un pueblo delante de Atoyac de Álvarez. La detención fue con la excusa de que Rosendo componía corridos para Lucio Cabañas y por tener vínculos con él y Genaro Vázquez Rojas ambos guerrilleros. Desde esa fecha no se supo de él. El señor Maximiliano Nava Martínez declaró que estuvo presente en el ex-cuartel militar con Rosendo y que recuerda a Rosendo componiendo un corrido de la masacre del 18 de mayo, lo que provocó que los militares lo sacaran y lo golpearan. Rosendo siguió cantando corridos hasta que un día lo sacaron lo subieron a una camioneta y no se supo más de él. Su esposa Victoria Martínez Neri, que nunca se había separado de su esposo, según cuentan sus hijos, se centró en su búsqueda, sus hijos relatan que Victoria lavaba la ropa cada semana para que Rosendo estuviera feliz, porque así era como le gustaban las cosas.

## Búsqueda de justicia
Contrajo matrimonio el 13 de septiembre de 1941 con Victoria Martínez Neri, con quien tuvo doce hijos: Romana, Andrea, Evelina, Rosa, Tita, Ana María, Agustina, María del Carmen, María del Pilar, Judith, Rosendo y Victoria. 
La hija de Rosendo, Andrea Radilla Martínez y su esposa Victoria se dedicaron a hacer investigación y a buscar, infructuosamente, justicia en el país, ya que lo que deseaban lograr es que saliera a luz lo que realmente pasó durante la guerra sucia, también Andrea y Victoria ayudaron a familiares de víctimas de la guerra sucia. Victoria fue la vicepresidenta de la Asociación de Familiares de Detenidos Desaparecidos y Víctimas de Violaciones de Derechos Humanos en México (AFADEM). El único testigo que estuvo presente ante la detención de Rosendo Radilla Pacheco fue su hijo Rosendo Radilla Martínez de 11 años. Relata que su padre le dio dinero para regresar a Chilpancingo para que avisar  a la familia, el último paradero de Rosendo fue en un ex-cuartel militar de Atoyac de Álvarez, su familia en un momento de desesperación buscó los restos de Rosendo en dicho cuartel, pero solo se les permitió cavar el 1 % del mismo.
En la búsqueda de justicia, su caso tuvo que llegar hasta la Corte Interamericana de Derechos Humanos, órgano jurisdiccional internacional que condenó al Estado mexicano como responsable de su desaparición.

## Antecedentes históricos
Se conoce como guerra sucia al periodo que va de finales de la década de los 60 a mediados de la década de los 80. Estos años son conocidos así por la opresión que hubo por parte del Estado Mexicano hacia grupos opositores. Hay que hacer notar que en esta época hubo un imperdonable atropellamiento a los Derechos Humanos. Hubo violaciones, como secuestros, torturas y ejecuciones. Lo peor de estos casos, es que la mayoría siguen impunes.
Los grupos opositores se convirtieron en guerrillas y partidos. Los principales protagonistas fueron, Lucio Cabañas que formó el PDLP (Partido de los pobres) y Genaro Vázquez que constituyó la ACNR (Asociación Cívica Nacional Revolucionaria), que formaban parte de la guerrilla rural. Por otro lado, en las principales ciudades se encontraba la guerrilla urbana constituida por partidos como La liga Comunista 23 de Septiembre.
El estado con mayor opresión fue el estado de Guerrero donde había una gran presencia militar. Lo peor es que “Esta estrategia no estaba dirigida únicamente en contra de los miembros de los movimientos armados, sino hacia la población civil en general, considerada por el Ejército como bases. Independientemente de sus ideales o participación política.”(Ximena Antillón Najlis. La desaparición forzada de Rosendo Radilla en Atoyac de Álvarez). La principal arma que tenían contra la sociedad era la desaparición forzada, ya que por medio de esta, también asustaban a los familiares de los desaparecidos. Se calcula que en el periodo de la guerra sucia desaparecieron a 1200 personas de las cuales, Ximena Antillón nos menciona en su investigación sobre Rosendo Radilla. Aproximadamente 600, son de guerrero y 400 de ellos, del municipio de Atoyac. En este municipio es donde detuvieron a Rosendo Radilla.

## Marco político
Mucho antes de la desaparición de Rosendo Radilla, era un individuo comprometido con el estado de Guerrero, impulsó la educación y la salud, se encontraba involucrado con actividades políticas y obras sociales de su pueblo natal, Atoyac de Álvarez.
Desempeñó funciones políticas como presidente municipal de 1955 a 1956, durante estos años construyó el cuartel militar de Atoyac.
De 1956 a 1960 se desempeñó como secretario General del Comité Regional Campesino de la Unidad Agraria de la Sierra de Atoyac. En este periodo logró comunicar todas las comunidades de su municipio.
Rosendo, personaje bastante conocido en el Estado de Guerrero por sus corridos, en los cuales trataba temas como luchas campesinas en Atoyac de Álvarez.
La población de Guerrero era vigilada por “madrinas”, personas que daban información al ejército, acerca de los partidarios de la guerrilla o individuos que mostraran alguna relación con ella.
El ejército mexicano realizaba continuamente requisas en las carreteras del Estado de Guerrero, para controlar el acceso de mercancía en la zona, el trayecto de los que circulaban por ahí. Estos retenes se organizaban en zonas donde no había tanta vigilancia y se podían realizar sin orden judicial, según el Informe Histórico presentado por la Fiscalía Especial, se presentaba el siguiente patrón en los cuales:
1. Se concentraba a la gente en lugares públicos o un lugar céntrico donde se reúnen gran cantidad de gente.
2. Un oficial pasaba lista, en ocasiones llevaban a las madrinas para indicar a quien detener.
3. La gente retenida tenía los siguientes destinos:
  1. Ser recluirla y torturarla mientras era transportada fuera del lugar
  2. Se utilizaban como guía para cualquier requerimiento que el ejército le forzaba a realizar.
  3. Los transportaban al cuartel militar.

(CIDH,2008).
El 25 de agosto de 1974, Rosendo Radilla a los 60 años realizó un viaje junto con su hijo Rosendo Radilla Álvarez de 11 años de edad, en el autobús de la línea “Flecha Roja” que iba de Atoyac de Álvarez con dirección a Chilpancingo.
En el trayecto, aproximadamente entre las 10 y 11 de la mañana, el autobús fue detenido en un retén militar y elementos del Ejército mexicano hicieron descender a todos los pasajeros, para luego catear a las personas y sus pertenencias. Después tres militares revisaron el interior del autobús. Todos los pasajeros abordaron nuevamente el autobús y continuaron su trayecto.
Después el autobús se detuvo en otro retén militar, donde hubo nueva inspección. El militar que daba las órdenes, detuvo a Rosendo Radilla. Le preguntó al militar de qué se le acusaba. Le contestó: “la razón es porque compones corridos” (CIDH,2008)

## Hechos
Sentencia por la Comisión Interamericana de los Derechos Humanos
El Estado mexicano es condenado por la desaparición forzada del Sr. Rosendo Radilla en el periodo conocido como la Guerra Sucia; agravado también por la existencia de violaciones sistemáticas y masivas a los derechos humanos. Existen agravantes por diversos lados; por ejemplo, la PGR incumple la decisión de la CIDH relativo a la publicación de la sentencia en el caso Radilla Pacheco en su página web. Se exige su publicación íntegra en su sitio web (PGR); así como partes sustantivas de la misma en algún diario de circulación nacional. Se celebra su publicación el 9 de febrero de 2010, en el periódico mexicano El Universal.
La publicación emitida por la PGR se realizó sin consultar previamente a las víctimas (o sus representantes), por lo cual no hubo oportunidad de ser escuchados para exponer los términos en que las víctimas considerarían de mayor satisfacción la publicación de la Sentencia. Se exige al Estado mexicano reformar el código de Justicia Militar con objeto de impedir futuras violaciones a los derechos humanos, y que sean investigados bajo el Fuero de Guerra.
Sobre la sentencia emitida por la CIDH, es necesario destacar:
Reconocer la competencia de la CIDH para conocer del caso. El Estado mexicano persiste en impedir que la corte conozca sobre los hechos del caso Rosendo Radilla; a lo cual causó que la Corte rechazara los argumentos emitidos por el Estado. Por otro lado, la corte se propone a sí misma competente para pronunciarse sobre las violaciones a la Convención Interamericana sobre Desaparición Forzada de Personas (CIDFP), que busca comprometer a los Estados parte a prevenir, investigar y sancionar todo acto de desaparición forzada.
Reconocimiento del contexto. Es necesario reconocer y contextualizar los hechos en el entorno y en el momento histórico que ocurrieron.
Desaparición forzada del Sr. Rosendo Radilla Pacheco. Documentado y probado por los representantes de las víctimas, se encuentra acreditado por la Corte que el Señor Rosendo Radilla Pacheco, fue detenido por militares del Ejército en un retén militar ubicado a la entrada de la Colonia Cuauhtémoc, en Atoyac de Álvarez, Guerrero, el 25 de agosto de 1974, y posteriormente fue trasladado al Cuartel Militar de Atoyac de Álvarez.
Procesos judiciales. Se exacerba la impunidad a 35 años de haber sucedido; la falta de diligencia en la investigación y falta de cumplimiento de los compromisos asumidos por el Estado desde la creación la "FEMOSPP"; la estrategia del Estado mexicano, con objeto de ocultar la verdad. En conclusión, el Estado Mexicano se ha negado a cooperar (por segunda ocasión) con la Corte Interamericana (ver Sentencia de Gonzáles y otras (Campo Algodonero) vs. Estados Unidos Mexicanos).
Se determina la incompatibilidad de la aplicación de la justicia militar en caso de graves violaciones de derechos humanos con los estándares internacionales.
Existe falta de adecuación de la legislación interna a la definición internacional de desaparición forzada. Contextualizando los hechos, al levantar cargos de privación ilegal de la libertad, en modalidad de secuestro, contra el general Quiroz Hermosillo; se demostró que como no era funcionario público al momento de la acusación, éste no podía ser acusado por el delito de desaparición forzada.
Reparaciones. Se le exige al Estado conducir eficazmente la investigación y procesos penales que tramiten en relación con la desaparición forzada del Sr. Rosendo Radilla Pacheco.

## El proceso ante la Corte Interamericana de Derechos Humanos

### Antecedentes
La relevancia del caso Rosendo deriva del hecho de ser el primer caso mexicano de desaparición forzada en ser elevado a una instancia internacional (Comisión Mexicana de Defensa y Promoción de los Derechos Humanos A.C. CMDPDH, 2008). Ya antes la Corte Interamericana de Derechos Humanos, en el caso Velázquez Rodríguez vs. Honduras, había definido al delito de desaparición forzada como un delito que se perpetuaba en el tiempo, mientras no se ubicara al sujeto desaparecido o se hallaran sus restos. Los antecedentes pueden identificarse en dos periodos de tiempo. Uno en el que su mamá murió y otro en el que su padrastro la acosó

### Desde 1974 a 1990: el murmuro de voces reprimidas
A pocos días de su detención (25 de agosto de 1974) los familiares de Rosendo Radilla realizaron una serie de denuncias públicas y gestiones, únicamente a través de familiares y conocidos para ubicar al señor Radilla, porque no existían prudentes condiciones de seguridad para acudir a las instancias de procuración de justicia de la época. (CMDPDH, 2008). No sería hasta años después que los familiares declararían ese temor al interponer una denuncia ante la Comisión Interamericana de Derechos Humanos (CoIDH, el informe n.º 65/05, Petición 777-01, Admisibilidad del Caso Rosendo Radilla Pacheco con Fecha de 12 de octubre de 2005 afirma que: “Los peticionarios indican que, inicialmente, los familiares de la presunta víctima temían denunciar los hechos por temor a represalias del Estado”.

### De 1990 a 2008: una incipiente esperanza en sede nacional
No fue hasta 1990 cuando surgieron, incipientemente, las condiciones político-jurídicas para que los familiares de personas desaparecidas acudieran a las instancias oficiales. Poco después de creada la Comisión Nacional de los Derechos Humanos (CNDH), en 1990, los familiares presentaron una queja ante dicho organismo. Después, el 27 de marzo de 1992, interpusieron una denuncia ante la Procuraduría General de Justicia del Estado de Guerrero (PGJEG). Posteriormente, el 14 de mayo de 1999, se presentó una denuncia ante la autoridad municipal de Atoyac de Álvarez. El 20 de octubre de 2000 presentaron una denuncia penal en la Delegación Estatal de la PGJEG por la desaparición forzada de Rosendo Radilla Pacheco y otros; sin embargo, el Ministerio Público estatal declinó su competencia y remitió el expediente a la Procuraduría General de Justicia Militar. 
El 29 de noviembre de 2000 se interpuso denuncia ante la Procuraduría General de la República, que fue ratificada el 29 de marzo de 2001. Los peticionarios añaden que el 3 de enero de 2001 también se presentó una denuncia en el estado de Guerrero por la desaparición de Rosendo Radilla Pacheco, la que fue radicada por incompetencia a la Fiscalía el 25 de octubre de 2002. (CIDH, Informe, 2005)
Como consecuencia de la primera denuncia, la CNDH elaboró un informe sobre el tema de la desaparición forzada. Dicha instancia no retomó las investigaciones hasta 1999, mismas que desembocaron en la Recomendación 26/2001 que significó el reconocimiento de la práctica de la desaparición forzada como una política de Estado. (CMDPDH, 2008). Por otra parte, la alternancia del partido en el poder en el año 2000 más las creación en noviembre del 2001 de la Fiscalía Especial para la Investigación de Hechos Probablemente Constitutivos de Delitos Cometidos por Servidores Públicos en Contra de Personas Vinculadas con Movimientos Sociales y Políticos del Pasado (en adelante FEMOSPP), con el propósito de cumplir con la recomendación 26/2001, despertó nuevas expectativas en los familiares de desaparecidos sobre la posibilidad de acceder a la verdad y la justicia (Centro de Derechos Humanos Miguel Agustín Pro Juárez A.C . et al. 2006 y CMDPDH, 2008).
La actuación de la FEMOSPP no cumplió con los objetivos esperados en la asignatura de las desapariciones forzadas. Afirman el Centro de Derechos Humanos Miguel Agustín Pro Juárez A.C. et al en sus conclusiones del Esclarecimiento y sanción a los delitos del pasado durante el sexenio 2000-2006: Compromisos quebrantados y justicia aplazada:
Su actuación en la investigación de las desapariciones forzadas, encontramos un grave incumplimiento de la obligación de procurar justicia integral a las víctimas, nulos resultados en la localización de las mismas y renuencia en la aplicación de criterios y tratados internacionales sobre la materia. (p.60)
A mayor abundamiento: afirma la CMDPDH (2008) que se analizaron 532 por la CNDH, de los cuales el fiscal especial únicamente consignó 16 Averiguaciones Previas; y obtuvo solamente nueve órdenes de aprehensión11; finalmente, en ningún caso se obtuvo condena penal.
Carlos Montemayor (2007) puntualiza que la FEMOSPP demoró 11 meses en publicar en Internet el Informe Histórico a la Sociedad Mexicana 2006, una versión modificada del informe original redactado por un equipo de historiadores en diciembre del 2005. La FEMOSPP calló el capítulo 14 “Conclusiones y Recomendaciones” en el que se mostraban los motivos de la rebelión y la violencia estructural a la que respondía durante la Guerra Sucia; se detallaba un uso excesivo de la fuerza por parte del Estado y la gravedad de que el Estado incurriera en crímenes de lesa humanidad. También se explicaba la necesidad de modificar el marco institucional del Ejército; se formulaba la exigencia de que el Estado debería dar cuenta del paradero de los desaparecidos así como su obligación de reparar, en lo posible, el daño hecho a las víctimas. El informe original fue objeto de supresiones parciales en algunos capítulos y se matizaron, entre otros, términos como “desaparición forzada” por “privación ilegal de la libertad”; “crímenes de guerra” por “violaciones al derecho internacional humanitario”; y “masacres” por “homicidios” (Montemayor 2007: 235-236)
En el caso de la desaparición forzada de Rosendo Radilla, dicha Fiscalía sólo consignó al general Francisco Quirós Hermosillo, por el delito de privación ilegal de la libertad, en su modalidad de plagio o secuestro, no por el tipo penal de desaparición forzada (CMDPDH, 2008). La CMDPDH presentó un Amicus Curiae al Sexto Tribunal Colegiado de Circuito que conoció del Recurso de Revisión y Conflicto competencial derivado del amparo número 507/2005 por la consignación del caso de la desaparición del señor Rosendo Radilla Pacheco en el que se muestran las diferencias:
| DESAPARICIÓN FORZADA | PRIVACIÓN ILEGAL DE LA LIBERTAD EN SU MODALIDAD DE PLAGIO O SECUESTRO |
| --- | --- |
| 1. La responsabilidad recae en un servidor público y en el Estado en su conjunto.                                                                             | 1. La responsabilidad recae en un particular. |
| 2. La puede ejecutar un particular, pero siempre con la autorización, apoyo o aquiescencia del Estado.                                                        | 2. No existe ningún tipo de autorización, apoyo o aquiescencia del Estado. |
| 3. La finalidad no es solicitar un rescate (pago económico). La autoridad niega la detención y cualquier tipo de información sobre el paradero de la víctima. | 3. Se ejecuta con la finalidad de solicitar un rescate (pago económico) o causar daños y perjuicios. Generalmente, los plagiarios hacen del conocimiento de los familiares que ellos son lo que tienen privado de la libertad a la víctima. |
| 4. Se vulneran derechos como la libertad, integridad y seguridad personal, garantías judiciales y en ocasiones, hasta la vida.                                | 4. El principal bien afectado es la libertad personal en una dimensión a la afectación patrimonial. |
| 5. Cuando es cometido de forma sistemática es considerado por el derecho internacional como un delito de lesa humanidad.                                      | 5. Delito común. |
| 6. Es un delito imprescriptible. | 6. El término de la prescripción comienza a correr a partir de que se deja en libertad a la víctima. |

No obstante las crasas diferencias entre ambos tipo penales, la FEMOSPP continuó con su estrategia legal argumentando que consignar por desaparición forzada no era viable, sin embargo, olvidando que en el 2004 la Suprema Corte de Justicia de la Nación (Mexicana) había asentado, en su tesis jurisprudencial obligatoria P/J 48/2004, que el delito de desaparición forzada de personas contemplado en la Convención Interamericana sobre Desaparición Forzada de Personas es permanente o continuo (así como lo venía afirmando la Corte Interamericana de Derechos Humanos, en adelante CIDH, en el caso Velázquez Rodríguez vs. Honduras), ya que su consumación sigue dándose y actualizándose hasta que aparezcan las víctimas o se establezca cuál fue su destino (CDH Miguel Agustín Pro Juárez A.C. et al. 2006). Con sus decisiones, la SCJN habilitó al Fiscal Especial para hacer las consignaciones por el delito de desaparición forzada de personas. Pese a esto, y a las reiteradas peticiones de las víctimas, la FEMOSPP insistió en presentar los casos como privaciones ilegales de la libertad. (CDH Miguel Agustín Pro Juárez A.C. et al. 2006)
El 27 de octubre de 2005, el Primer Tribunal Colegiado en Materias Penal y Administrativa del Vigésimo Primer Circuito en el Estado de Guerrero, resolvió el conflicto competencial 6/2005, en el sentido de que el Juez Primero Militar Adscrito a la Primera Región Militar, con sede en la Ciudad de México, era el juez competente para instruir el proceso penal respectivo en contra del general Francisco Quirós Hermosillo. Lo cual convertía, a la jurisdicción militar, en juez y parte, poniendo en peligro la objetividad e imparcialidad del proceso. (CMDPDH, 2008)
En noviembre del 2006, la misma FEMOSPP fue disuelta por acuerdo del procurador general de la República, sin haber cumplido su mandato. Los expedientes fueron turnados a la Coordinación General de Investigaciones, dependencia de la Procuraduría General de la República encargada de delitos fiscales (CMDPDH, 2008). Sergio García Ramírez (CMDPDH, 2010) entrevistó al director del Proyecto de Investigación Histórica de la Fiscalía Especial, José Sotelo Marbán, el 4 de abril de 2006 servidor público que afirmó lo siguiente:
No se puede jugar con la fantasía de que la Fiscalía ya cumplió con su propósito ni en el área ministerial ni en la histórica (…) Todo ello me permite afirmar que hay elementos para un trabajo intenso que no puede concluir, según mi diagnóstico, ni en abril ni en diciembre de este año y quizás ni en el año próximo. A mi juicio sería un error cerrar la Fiscalía porque, si bien las investigaciones ministeriales se pueden continuar desde la estructura misma de la PGR, también es cierto que los agentes del Ministerio Público Federal que han avanzado en la investigación de estos casos han adquirido una formación en el trabajo que implica el manejo de fuentes documentales y de técnicas de investigación pericial que normalmente no tienen los agentes adscritos a otras áreas de la PGR. (p. 31)
Señala el propio Informe de Afectación Psicosocial, emitido por la CMDPDH que: “Hasta hoy, las autoridades no han realizado investigaciones serias, rápidas e imparciales en el caso de la desaparición forzada de Rosendo Radilla y no se ha sancionado a los responsables” (CMDPDH, 2008; p. 18). En este mismo sentido, se aprecian las manifestaciones vertidas en las comunicaciones ante la CoIDH, cuando el caso fue elevado a circuito internacional, que se ven reflejadas en el Informe N.º 65/05 PETICIÓN 777-01 Admisibilidad del Caso Rosendo Radilla Pacheco con fecha de 12 de octubre de 2005:
“Los peticionarios manifiestan que a pesar de este número de reclamos, hasta el momento de la presentación de la denuncia ante la CIDH no se habrían desarrollado diligencias tendientes a identificar lo sucedido al señor Rosendo Radilla o su paradero, y por ello cuestionan la eficacia de los instrumentos disponibles en el ordenamiento interno”

## Sobre la actuación de la FEMOSPP
señalaron el Centro de Derechos Humanos Miguel Agustín Pro Juárez A.C. et al: En la actuación de la FEMOSPP respecto a las desapariciones forzadas, la argumentación desde el derecho internacional de los derechos humanos ha sido escasa y pobre: los delitos del pasado no son investigados como delitos de lesa humanidad. Por el contrario, la Fiscalía se mueve únicamente en el marco del derecho penal mexicano y deja de aplicar los estándares más altos de protección a los derechos humanos, tal y como se establecen en la Declaración Universal de los Derechos Humanos, el Pacto Internacional de Derechos Civiles y Políticos, la Convención Americana sobre Derechos Humanos, la Convención Americana para Prevenir y Sancionar la Tortura, la Convención Americana sobre Desaparición Forzada de Personas, la Declaración sobre los Principios Fundamentales de Justicia para las Víctimas de Delitos y de Abuso de Poder, los Principios y directrices básicos sobre los derechos de las víctimas de violaciones manifiestas a las normas internacionales de derechos humanos (...), entre otros.
En la práctica, la FEMOSPP considera las desapariciones forzadas como delitos comunes y por lo tanto, los investiga con las técnicas y los procedimientos ordinarios dentro de cualquier indagatoria penal (p. 19)

## La Corte Interamericana de Derechos Humanos
Paralelamente a las investigaciones realizadas tanto por la CNDH como por la FEMOSPP, la señora Tita Radilla Martínez, vicepresidenta de la Asociación de Familiares de Detenidos Desaparecidos y Víctimas de Violaciones a los Derechos Humanos en México (AFADEM) presentó juntó con la CMDPDH, el 15 de noviembre de 2001, una denuncia ante la CoIDH contra el Estado mexicano, en cual se alegaban violaciones derechos protegidos por la Convención Americana de Derechos Humanos (CADH): derecho a la vida (artículo 4), derecho a la integridad personal (artículo 5); derecho a la libertad personal (artículo 7); garantías judiciales (artículo 8); protección judicial (artículo 25) en perjuicio de Rosendo Radilla Pacheco. Asimismo, los peticionarios denunciaron la violación de los artículos I, II, IX, XI, y XIX de la Convención Interamericana sobre Desaparición Forzada de Personas.
El 14 de enero de 2002 se inició el trámite de la petición con la solicitud al Estado mexicano de observaciones dentro del plazo de dos meses,. Las partes siguieron remitiendo sus observaciones e información adicional y hasta que la Comisión Interamericana consideró suficientemente definida la posición de cada una de ellas. El 21 de octubre de 2004 se celebró una audiencia ante la CIDH en la que la parte peticionaria y el Estado fijaron sus posiciones. (CIDH, Informe, 2005)
Al respecto, es remarcable que los peticionarios alegaran la continuidad de dicho delito, señalando que “los familiares del desaparecido son también víctimas, pues se encuentran sometidos a una angustiosa incertidumbre que se mantendrá hasta que se identifique la suerte final de la persona desaparecida” (CIDH, Informe, 2005). Para robustecer su posición, y sortear los lineamientos de la propia Corte Interamericana, adujeron que el retraso injustificado en la investigación de los hechos configuraba el supuesto de excepción al requisito de agotamiento de los recursos internos contemplado en el artículo 46(2)(c) de la Convención Americana sobre Derechos Humanos, razonamiento que fue aceptado por la Comisión Interamericana. (CIDH, Informe, 2005)
La Comisión Interamericana declaró el 12 de octubre de 2005, sin prejuzgar sobre fondo del asunto, que la petición era admisible en relación con los hechos denunciados y respecto de los artículos 4 (derecho a la vida); 5 (derecho a la integridad personal); 7 (derecho a la libertad personal); 8 (derecho a garantías judiciales) y 25 (derecho a protección judicial) de la Convención Americana; a la obligación de respetar los derechos a que se refiere el artículo 1(1) de dicho tratado; así como los artículos I, III, IX, XI, y XIX de la Convención Interamericana sobre Desaparición Forzada de Personas
Una vez que la Comisión Interamericana admitió el caso a estudio, fue enviada la demanda y admitida por la Corte Interamericana el 15 de marzo de 2008. La sentencia fue dictada el 23 de noviembre de 2009, en la que la Corte declaró:
1. La responsabilidad internacional del Estado Mexicano en la violación de los derechos a la libertad personal, a la integridad personal, al reconocimiento de la personalidad jurídica y a la vida, consagrados en los artículos 7.1, 5.1, 5.2, 3 y 4.1 de la Convención Americana sobre Derechos Humanos, en relación con la obligación de respetar y garantizar contenida en el artículo 1.1 de la misma y con los artículos I y XI de la Convención Interamericana sobre Desaparición Forzada de Personas, en perjuicio del señor Rosendo Radilla Pacheco.
2. También hallaba responsable al Estado por la violación del derecho a la integridad personal consagrado en los artículos 5.1 y 5.2 de la Convención Americana sobre Derechos Humanos, en relación con el artículo 1.1 de la misma, en perjuicio de las señoras Tita y Andrea, y del señor Rosendo, todos de apellidos Radilla Martínez.
3. Así como la responsabilidad del Estado por la violación de los derechos a las garantías judiciales y a la protección judicial, reconocidos en los artículos 8.1 y 25.1 de la Convención Americana sobre Derechos Humanos, en relación con los artículos 1.1 y 2 de la misma y los artículos I incisos a), b) y d), IX y XIX de la Convención Interamericana sobre Desaparición Forzada de Personas, en perjuicio de las señoras Tita y Andrea, y del señor Rosendo, todos de apellidos Radilla Martínez.
4. Declaró el incumplimiento del Estado en su deber de adoptar disposiciones de derecho interno establecido en el artículo 2 de la Convención Americana sobre Derechos Humanos, en relación con los artículos I y III de la Convención Interamericana sobre Desaparición Forzada de Personas, respecto de la tipificación del delito de desaparición forzada de personas.
5 Respecto a las reparaciones a las que el Estado se encontraba obligado, la Corte Interamericana apreció que la sentencia constitupia per se una forma de reparación.
6. También afirmó que el Estado debería conducir eficazmente, con diligencia y dentro de un plazo razonable, la investigación y, en su caso, los procesos penales en relación con la detención y posterior desaparición forzada del señor Rosendo Radilla Pacheco, para determinar las correspondientes responsabilidades penales y aplicar efectivamente las sanciones y consecuencias que la ley prevea.
7. El Estado debería proseguir con la búsqueda efectiva y la localización inmediata del señor Rosendo Radilla Pacheco o, en su caso, de sus restos mortales.
8. También se le impuso al Estado la Obligación de adoptar, en un plazo razonable, las reformas legislativas pertinentes para compatibilizar Código de Justicia Militar con los estándares internacionales en la materia y de la Convención Americana sobre Derechos Humanos.
9. Por otro lado, El Estado ahora deberá adoptar, en un plazo razonable, las reformas legislativas pertinentes para compatibilizar el artículo 215 A del Código Penal Federal con los estándares internacionales en la materia y de la Convención Interamericana sobre Desaparición Forzada de Personas.
10. Además, el Estado tiene la obligación de implementar, en un plazo razonable, programas o cursos permanentes relativos al análisis de la jurisprudencia del Sistema Interamericano de Protección de los Derechos Humanos en relación con los límites de la jurisdicción penal militar, así como un programa de formación sobre la debida investigación y juzgamiento de hechos constitutivos de desaparición forzada de personas.
11. El Estado también deberá cumplir con la publicación en el Diario Oficial de la Federación y en otro diario de amplia circulación nacional, por una sola vez, los párrafos 1 a 7, 52 a 66, 114 a 358 de la presente Sentencia, y la parte resolutiva de la misma, y publicar íntegramente este Fallo en el sitio web oficial de la Procuraduría General de la República.
12. Así como la realización por parte del Estado de un acto público de reconocimiento de responsabilidad en relación con los hechos del caso y en desagravio a la memoria del señor Rosendo Radilla Pacheco.
13. También figura como obligación al Estado la realización de una semblanza de la vida del señor Rosendo Radilla Pacheco
14. El Estado también deberá brindar atención psicológica y/o psiquiátrica gratuita y de forma inmediata, adecuada y efectiva a las víctimas declaras en la sentencia que así lo soliciten.
15. Así como pagar las cantidades fijadas en los párrafos 365, 370, 375 y 385 de la Sentencia, por concepto de indemnización por daño material e inmaterial, y el reintegro de costas y gastos, según corresponda, dentro del plazo de un año, contado a partir de la notificación de la sentencia
16. Por último, dispone la CIDH que La Corte supervisará el cumplimiento íntegro de esta Sentencia, en ejercicio de sus atribuciones y en cumplimiento de sus deberes conforme a la Convención Americana, y dará por concluido el presente caso una vez que el Estado haya dado cabal cumplimiento a lo dispuesto en la misma. El Estado deberá, dentro del plazo de un año contado a partir de la notificación de esta Sentencia, rendir al Tribunal un informe sobre las medidas adoptadas para cumplir con la misma.

## Cumplimiento de la Sentencia
El Pleno de la Suprema Corte de Justicia de la Nación (SCJN) en México, al resolver el amparo en revisión 133/2012, declaró como inconstitucional el artículo 57, fracción II, inciso a) del Código de Justicia Militar Mexicano, toda vez que lo consideró incompatible con lo dispuesto en el numeral 13 de la Constitución Federal, al no garantizar que los civiles o sus familiares que sean víctimas de violaciones a los derechos humanos por parte de miembros de las Fuerzas Armadas Mexicanas, tengan la posibilidad de someterse a la jurisdicción de un juez o tribunal ordinario y los Ministros indicaron que los quejosos sí cuentan con interés jurídico para interponer juicio de amparo, pues en términos del artículo 20, apartado C, fracción II, de la Carta Magna, dichos peticionarios de garantías están legitimados para instar la acción de control constitucional(ACC) en su carácter de ofendidos del delito que se investiga ante la jurisdicción penal militar.
Al respecto, el presidente de México sometió a consideración del Senado de la República Mexicana, un proyecto de reforma al artículo 57 del Código de Justicia Militar, en la cual se considera acotar la jurisdicción del fuero castrense, eliminando su competencia en los casos de desaparición forzada, violación y tortura, lo que aún no ha sido aprobado, debido a que los Organismos Nacionales en México e Internacionales de protección a los Derechos Humanos, así como las Organizaciones no Gubernamentales (ONG´s), han manifestado que dicha propuesta, no cumple con las expectativas de la Sentencia emitida por la Corte Interamericana de Derechos Humanos, dictada dentro del Caso del activista guerrerense Rosendo Radilla Pacheco.
La sentencia no se ha cumplido en su totalidad. Lo que se ha cumplido es el hacer pública esta en el diario oficial y en un diario de circulación nacional. Por otra parte se han hecho excavaciones en el Cuartel militar de Atoyac, Guerrero. Lo que respecta al punto de la semblanza de Rosendo Radilla aun no se ha cumplido al igual que las modificaciones al artículo 215 A del Código Penal Federal y el acto
público donde se tiene que reconocer las violaciones a los derechos humanos.